# معركة كوليكوفو

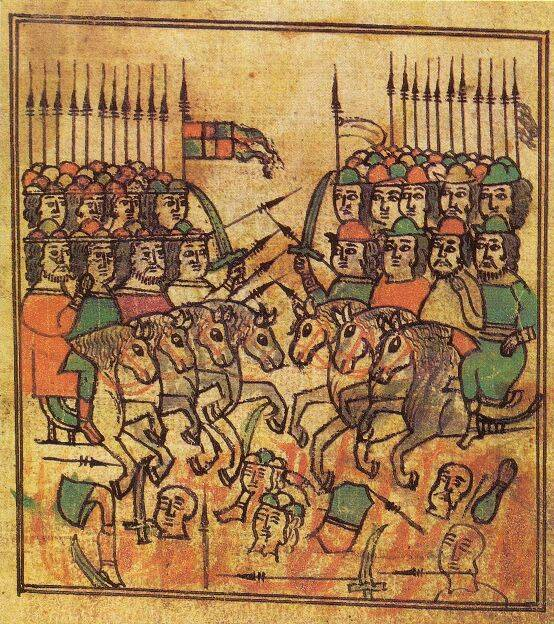
رسم يرجع إلى القرن السابع عشر، يمثل معركة كوليكوفو

معركة كوليكوفو (بالروسية: Куликовская битва) هي معركة جرت أحداثها في 8 سبتمبر 1380 بين دوقية موسكو العظمى بقيادة دميتري دونسكوي وبين الجيش التتري بقيادة القائد ماماي. وتعتبر الأدبيات التاريخية الروسية هذه المعركة نقطة فاصلة في الصراع بين الروس والقبيلة الذهبية، إلا أن الموقف السياسي في تلك الفترة كان ـ في الواقع ـ أكثر تعقيداً. وقعت المعركة في ميدان كوليكوفو قرب نهر الدون (الواقع حالياً في تولا أوبلاست)، وقد أسفرت هذه المعركة عن انتصار دميتري دونسكوي، وخلدت هذه المعركة بإنشاء كنيسة تذكارية صممها المعماري الروسي أليكسي شوتشوسيف.